# آرثر ويبر
آرثر ويبر (بالألمانية: Arthur Weber)‏ (و. 1879 – 1975 م) هو أستاذ جامعي، وطبيب قلب، من ألمانيا، ولد في فيغيرشيم، كان عضوًا في الأكاديمية الألمانية للعلوم ليوبولدينا، توفي في اشوغه، عن عمر يناهز 96 عاماً.

## مناصب وهيئات
أدار جامعة غيسن.

## جوائز
حصل على جوائز منها:
- وسام استحقاق جمهورية ألمانيا الاتحادية.